# Deo Van Long
Deo Van Long, né le 15 mars 1887 dans l'actuel Viêt Nam et décédé le 20 novembre 1975 à Toulouse a été Seigneur du Pays Taï de 1908 à 1950, puis dirigeant de la Fédération Taï de 1950 à 1954.

## Biographie

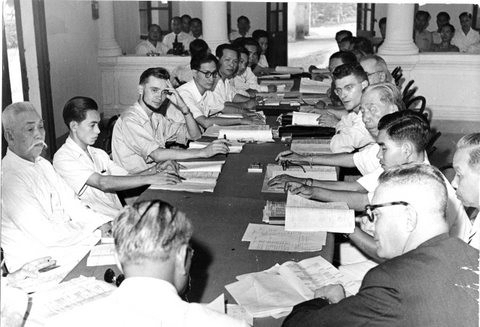
Séance du Conseil de la Fédération Taï. Indochine Tonkin, circa 1950. De dos le Président de la Fédération Taï S.A. le Seigneur Deo Van Long, à gauche (avec la moustache) S.A. le Seigneur Deo Van An.

Il est le troisième fils de Đèo Văn Tri, descendant d'une lignée seigneuriale fondée en Pays Taï par Lo Camh Khong. 
Il est Seigneur du Pays Taï de 1908 à 1950, puis dirigeant de la Fédération Taï de 1950 à 1954.
Son Yamen d'où il dirige le Pays Taï entouré de sa famille, de sa cour et d'environ 1500 serviteurs est situé à Lai Châu au bord de la rivière Noire.  

### Les Chevaux
Grand amateur de chevaux et collectionneur d’objets s’y rapportant, Deo Van Long possédait un haras renommé doté d’une centaine de palefreniers.
Deo Van Long s’était donné pour objectif l’amélioration de la race de montagne des chevaux Hmong. Petits et particulièrement adaptés à la montagne, ces chevaux robustes, probablement des descendants des poneys mongols, Sichuan ou Timorean, étaient les alliés incontournables de l’homme pour les déplacements et les travaux des champs.
C’est à cette occasion qu’il rencontrera Louis Bordier - Ingénieur agronome venu l’aider à la sélection des races de chevaux. Louis Bordier deviendra son gendre en épousant S.A. la princesse Deo Nang Toï et commandera durant la guerre d'Indochine un bataillon Taï (GMPT 1).

### Politique française
Si la politique française au Tonkin, de 1910 à 1940 encourage la centralisation et l’annamitisation des pouvoirs au détriment de l’idée de l’unité Thaï, Deo Van Long peut, à partir de mars 1945, reprendre l’idéal de son père et rétablir la fédération Thaï autour de la province de Lai Châu.
En 1950 il crée la Fédération Taï, aboutissement « démocratique » de l’ancien pays feudataire Taï. Cette Fédération est reconnue par  l’empereur Bảo Đại  qui la rattache à la couronne d'Annam, (Ordonnance du 15 avril 1950, Bảo Đại  rattachant directement à sa personne les pays montagnards, dont la fédération Taï), puis leur donna, le 4 avril 1952, un statut particulier. La fédération Taï le 21 juillet 1954 disparaîtra avec création de la République socialiste du Viêt Nam alias Nord Viêt Nam.

### La Guerre d’Indochine
Deo Van Long joua un rôle important dans la politique française du nord-Viêt Nam, incontournable il réglera toutes les questions ayant trait aux affaires qui concernaient la  Fédération Taï. Il fournit des troupes dites de « supplétifs » durant la guerre d’Indochine qui paieront un lourd tribut aux côtés des forces françaises notamment à Ðiện Biên Phủ.
Les dirigeants Tai capturés par le Vietminh furent atrocement mutilés, dont le fils  de Deo Van Long, coupé en morceaux sur la place publique.
Pour mémoire à la suite de la bataille de Ðiện Biên Phủ, 9 442 hommes (Français, Vietnamiens et Taïs) furent emmenés en captivité par le Vietminh, seuls 3 290 seront rendus à la fin de la guerre, soit 7 708 morts ou disparus.
Compagnies Taï
- 2 compagnies de Thaïs Blancs, capitaine Michel Duluat
- Reliquats des compagnies de supplétifs militaires (CSM) du 1er groupe de marche de partisans taïs (GMPT 1), capitaine Bordier, provenant de Lai Châu
  - Groupement Wième, lieutenant Réginald Wième
    - 431e compagnie de supplétifs militaires (CSM 431)
    - 432e compagnie de supplétifs militaires (CSM 432)
    - 434e compagnie de supplétifs militaires (CSM 434)

Troupes coloniales comprenant des supplétifs Taï
- 1er bataillon taï (BT 1), chef de bataillon Girardin
- 2e bataillon taï (BT 2), chef de bataillon Maurice Chenel
- 3e bataillon taï (BT 3), chef de bataillon Léopold Thimonnier

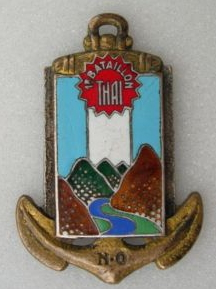
BT 1
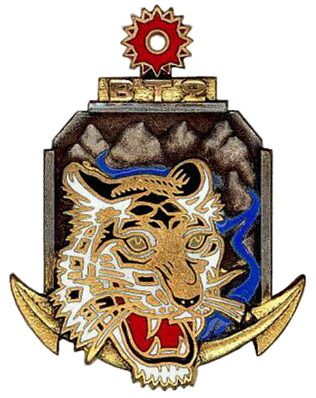
BT 2
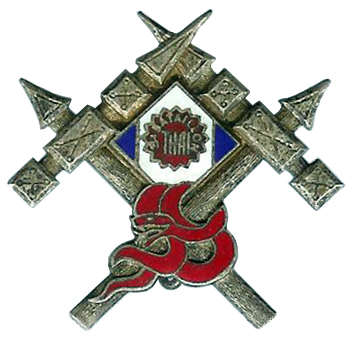
BT 3

### La Chute
Clairement pro-français et ayant lui-même fait ses études en France, Deo Van Long est contraint par l’arrivée des communistes aux portes de son Yamen de Lai Chau de se réfugier avec sa cour à Hanoï. Ce sera ensuite l’évacuation vers la France avec sa famille et une partie de son personnel.
Condamnée à mort par contumace par le régime communiste, la famille Deo ne reviendra alors plus jamais en Indochine, ceci mettant fin à 13 siècles de règne et d’influence sur le sud de la Chine.
Il meurt en 1975 à Toulouse.

## Décorations
|  |  |  |  |

- Grand Croix du Mérite civil Taï
- Chevalier du Mérite militaire Taï
- Officier de la Légion d'Honneur (Présenté dans l'ordre de préséance du pays Taï)
- Ordre du Dragon d'Annam
- Ordre de la couronne Thaï (de Thaïlande)
- Médaille militaire d'Annam
- Ordre du Million d’Éléphants et du Parasol Blanc

## Ascendance récente
- … depuis le VIIe siècle : Famille « La 剌 » princes feudataires de l’Empire de Chine
  -   Lo Camh Khong    Prince Feudataire de l’empire de Chine du Guangdong et du Kouang Xi puis Seigneur du Pays Taï (XVIIe siècle - Chine)
    -   DEO Kim Cat  Seigneur du Pays Taï (XVIIIe siècle - Viêt Nam)
      - DEO Van Dinh
      - DEO Van Binh
      -   DEO Van An  Seigneur du Pays Taï (XVIIIe siècle - Viêt Nam)
        -   DEO Van Sanh  Seigneur du Pays Taï (XIXe siècle - Empire d’Annam)
          - DEO Van Phan  (- 1903) 
          - DEO Nang Dum
          -   Đèo Văn Tri  Seigneur du Pays Taï (1848 - 1908- Empire d’Annam)
            - DEO Van Mun
            - DEO Nang Thiep
            - DEO Nang Mon
            -  DEO Van Long   Seigneur du Pays Taï, Président de la Fédération Taï (1887 – 1975 - Empire d’Annam) 

          - DEO Nang Dong
          - DEO Van Chan  (- 1922) 
          - DEO Van Thao  (1853 - 1929) 
          - DEO Nang Chieu
          - DEO Van Bao (- 1907) 
          - DEO Van Huy  (- 1909) 
          - DEO Van Duong (- 1906) 
          - DEO, Nang Soi

## Descendance
Marié à Madame Lo Thi Thinh, il aura 8 enfants :
- DEO Van Long   Seigneur du Pays Taï, Président de la Fédération Taï (1887 – 1975 - Empire d’Annam) 
  - DEO Nang Toi(1914 – 2008) 
  - DEO Van Tai  (1916 - 1954) 
  - DEO Van Phat   (1918 - 1952) 
  - DEO Nang Tsoi
  - DEO Nang Tsai  (1921 - 1995) 
  - DEO Van Dan"Un"  (1922 - 1954) 
  - DEO Nang In
  - DEO Nang Eng (1924 - 2006)

Il prendra ensuite une seconde épouse, Madame Lo Thi Thom, avec laquelle il aura trois enfants.
- - DEO Taam Cae
  - DEO Van Roong
  - DEO Van Ring

DEO Van Ring, cadet du trio, prendra pour épouse, Madame Nicole Cœur, avec qui il aura deux enfants. 
- - DEO Van Boon
  - DEO Nang Sinh

## Iconographie
Les deux derniers Seigneur des Sip Song Chau Taï

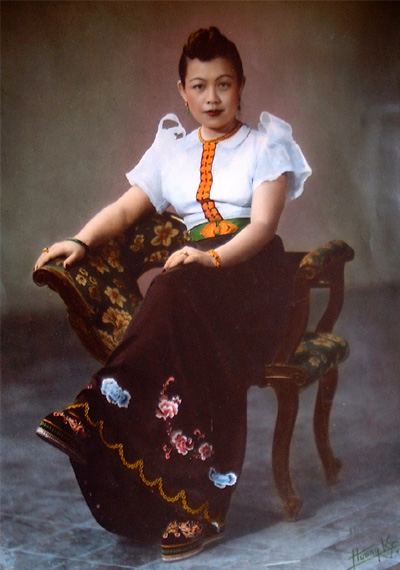
(Regina 1975 - 2008)
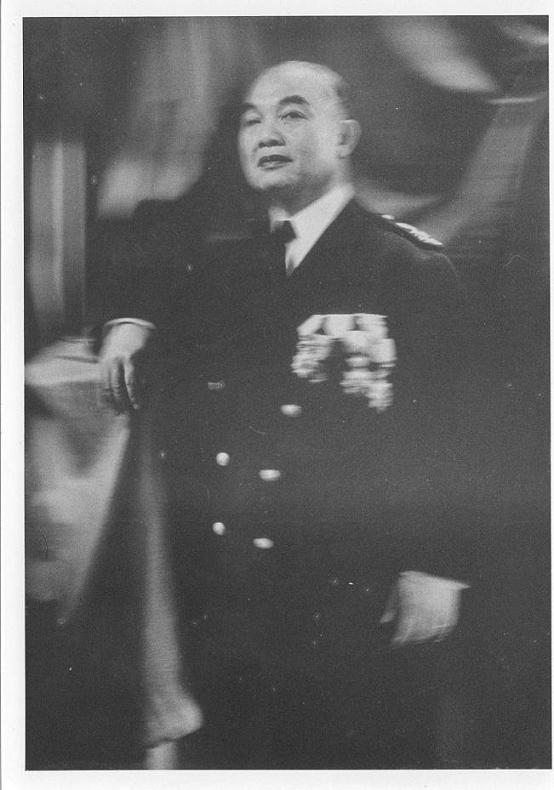
S.A. Deo Van Long - Seigneur du Pays Taï  (Regina :1908 - 1975)

La Légion d'Honneur

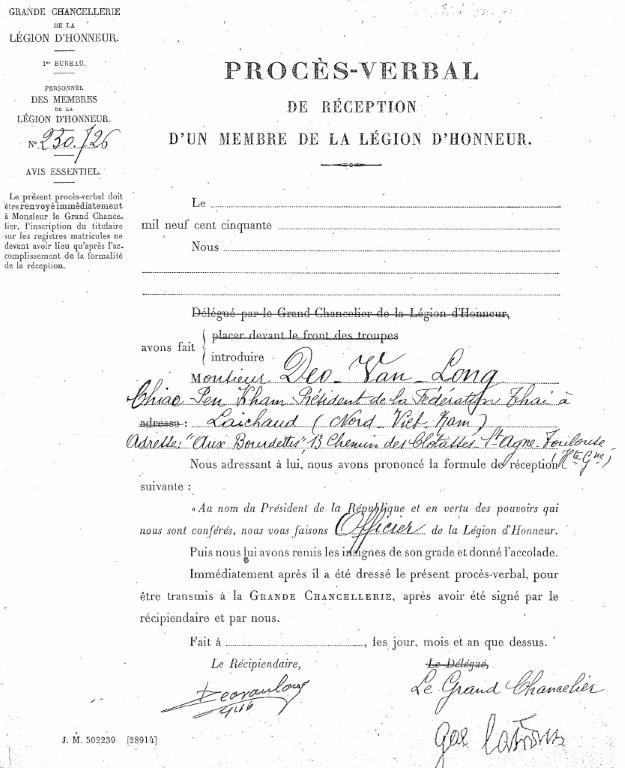
PV d'attribution de la Légion d'Honneur
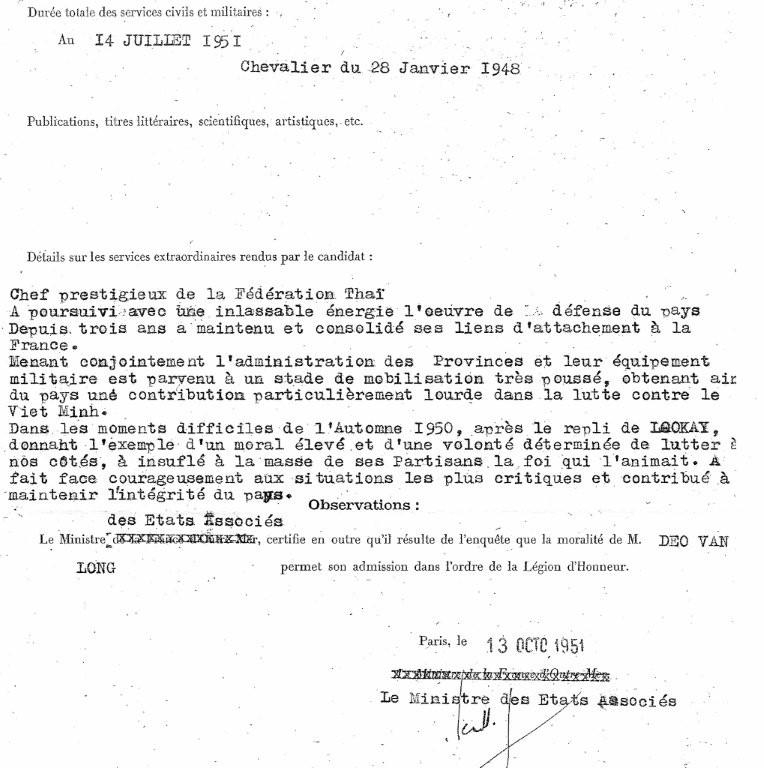
Motivation d'attribution de la Légion d'Honneur

#### Deo Van Long
Il existe plus de 20 000 ouvrages citant Deo Van Long ; en voici quelques-uns :
- Mémoires: fin d'un empire, Raoul Salan - Presses de la Cité, 1970
- L’Adieu aux Thais, Édouard Chapuis  - L’Harmattan -1996
- L’Armée française dans la guerre d’Indochine (1946-1954) par Maurice Vaisse & Alain Bizard– Éditions  Complexe  -2000
- La France d’outre-mer (1939-1960) par Jean Clauzel – Karthala Éditions  L’Harmattan -2003
- Turbulent times and enduring peoples: mountain minorities in the South-East Par Jean Michaud - Curzon Press - 2000
- Regard sur l’Indochine Par Michel Baron - ARRI - 2004
- Les ailes te portent  Par Guillaume de Fontanges  - NEL -1999
- Political struggles in Laos, 1930-1954 Par Geoffray C. Gunn - Éditions Duang Kamol, 1988
- Where China meets Southeast Asia: social & cultural change in the border regions Par Grant Evans, Christopher Hutton, Khun Eng Kuah - Palgrave Macmillan – 2000.
- We Were God's Debris Par R. B. Ford - Lulu.com, 2007
- Sur Deo Van Long: Street without joy Par Bernard B. Fall - Stackpole Books, 1994

#### Le pays Taï
- Fourniau, C., Annam–Tonkin 1885–1896: Lettrés et paysans vietnamiens face à la conquête coloniale (Paris, 1989)
- Revue de L'ORSTOM Autrepart, Volume 3 Par ORSTOM (France): Édition de L'Aube 1097
- Laos: autopsie d'une monarchie assassinée par le Prince Mangkra Souvannaphouma : L'Harmattan 2010
- La France d'outre-mer (1930-1960) Par Jean Clauzel : KARTHALA Éditions 2003
- Féodalité Taï chez les Lü des Sipsong Panna et les Taï Blancs, Noirs et Rouges du Nord-Ouest du Viêt Nam par LEMOINE J. revue Péninsule 1997, vol. 28, no 35 (234 p.)  (1 p. 1/4), p. 171-217
- Histoire du Viêt Nam des origines à 1858 par Lê Thành Khôi Sudestasie, Paris, 2000
- L’Ombre des nuages. Histoire et civilisation du Viêt Nam au temps des Lê. Par Jean-Pierre Duteil Arguments, Paris, 1997